# Mostowski-Kollaps
Der Mostowski-Kollaps (auch: Mostowski’scher Isomorphiesatz) ist ein Satz aus der Mengenlehre, der zuerst 1949 von dem polnischen Mathematiker Andrzej Mostowski formuliert wurde. Er ist vor allem bei der Konstruktion von Modellen ein wichtiges Hilfsmittel.

## Definition

Sogenannter Kollaps der ungeraden auf die natürlichen Zahlen

Sei {\displaystyle \prec } eine zweistellige wohlfundierte Relation auf einer Klasse {\displaystyle C}. 
Über wohlfundierte Rekursion definiere für {\displaystyle x\in C} den transitiven Kollaps durch: {\displaystyle \pi (x)=\{\pi (z)\mid z\prec x\}}.
Für die Abbildung {\displaystyle \pi :C\rightarrow \pi (C)} gilt dann:
- {\displaystyle x\prec y\Rightarrow \pi (x)\in \pi (y)}
- {\displaystyle \pi (C)} ist eine transitive Klasse.

Ist {\displaystyle E} zusätzlich extensional, das heißt, wenn aus {\displaystyle \{z\mid z\prec x\}=\{z\mid z\prec y\}} schon {\displaystyle x=y} für alle {\displaystyle x,y\in C} folgt, so gilt darüber hinaus:
- {\displaystyle \pi } ist bijektiv
- {\displaystyle x\prec y\Leftrightarrow \pi (x)\in \pi (y)}.

{\displaystyle \pi } stellt also einen Isomorphismus zwischen den Strukturen {\displaystyle \langle C,\prec \rangle } und {\displaystyle \langle \pi (C),\in \rangle } dar, und {\displaystyle \pi (C)} ist die einzige transitive Menge, die (mit der Relation {\displaystyle \in }) zu {\displaystyle \langle C,\prec \rangle } isomorph ist.

## Beispiele
- Sei {\displaystyle C=\{1,3,5,\dots \}} die Menge der ungeraden Zahlen, und {\displaystyle {\prec }={<}} die übliche Ordnung. Dann ist {\displaystyle \prec } wohlfundiert und extensional. Es gilt: {\displaystyle \pi (C)=\omega } und {\displaystyle \pi (2n+1)=n}. Jede ungerade Zahl wird also auf die kleinste noch freie natürliche Zahl abgebildet. Daher auch der Name Kollaps.
- Ist {\displaystyle <} eine Wohlordnung auf {\displaystyle C}, dann ist {\displaystyle \pi (C)} der Ordnungstyp von {\displaystyle (C,<)}, also die eindeutig bestimmte Ordinalzahl, die zu {\displaystyle (C,<)} ordnungsisomorph ist. Der Mostowski-Kollaps kann also als Verallgemeinerung der Ordinalzahldefinition angesehen werden.
- Sei {\displaystyle P} eine partielle Ordnung, und {\displaystyle G\subset P} ein Filter. Definiere die (wohlfundierte) Relation {\displaystyle \in _{G}} durch: {\displaystyle x\in _{G}y\Leftrightarrow \exists p\in G\colon (x,p)\in y}. Ist {\displaystyle M} ein abzählbares transitives Modell von ZFC und ist {\displaystyle G} zusätzlich {\displaystyle M}-generisch, so definiert der Kollaps von {\displaystyle \langle M,\in _{G}\rangle } das Modell {\displaystyle \langle M[G],\in \rangle }, welches eine fundamentale Rolle in der Forcing-Methode spielt.